# Hannelore Suppe
Hannelore Suppe (nach Heirat Hannelore Middeke; * 24. September 1943 in Bürgel, Thüringen) ist eine deutsche Sprinterin und Mittelstreckenläuferin, die in der DDR in den 1960er-Jahren zur Spitze im 400- und 800-Meter-Lauf gehörte. 
1965 siegte sie im 800-Meter-Lauf beim erstmals stattfindenden Europacup in Kassel und wurde DDR-Meisterin auf der gleichen Strecke. Dafür wurde sie zur DDR-Sportlerin des Jahres gewählt. Infolge von Verletzungen blieb ihr die Teilnahme an den Olympischen Spielen 1964 und 1968 versagt. Nach ihrer Heirat unter dem Namen Middeke startend, wurde sie 1969 bei den Europameisterschaften in Athen Vierte im 400-Meter-Lauf. Im gleichen Jahr stellte sie drei DDR-Rekorde auf der 400-Meter-Strecke auf.
Hannelore Suppe startete für den SC Motor Jena und trainierte bei Annemarie Clausner. Sie hatte bei einer Größe von 1,74 m ein Wettkampfgewicht von 64 kg.
Nach einer zweiten Ehe trägt sie den Namen Hannelore Uhlmann. Sie hat zwei Kinder und ist Lehrerin für Geografie und Sport in Jena.

## Persönliche Bestzeiten
- 400 m: 53,0 s, 30. Mai 1971, Erfurt
- 800 m: 2:04,3 min, 19. September 1965, Kassel